# Suat Sungur
Suat Sungur (Denizli, 1º marzo 1961) è un attore turco, noto per aver interpretato il ruolo di Ünal Yılmaz nella serie Mr. Wrong - Lezioni d'amore (Bay Yanlış).

## Biografia
Suat Sungur è nato il 1º marzo 1961 a Denizli, nel distretto di Çivril (Turchia), e oltre alla recitazione si occupa anche di teatro.

## Carriera
Suat Sungur nel 1979 è stato coinvolto nella creazione del teatro della Gioventù di Smirne. Nel 1981 si è iscritto presso i dipartimento teatrale del conservatorio statale dell'Università di Istanbul, dove al termine degli studi ha ottenuto la laurea. Nel 1984 è entrato a far parte dello Ostrich Cabaret, luogo in cui ha lavorato per molti anni. Nel 1988 ha iniziato a lavorare al Dormen Theatre e ha continuato a recitare fino alla sua chiusura. Dal 1984 haha iniziato a recitare in diversi film per la televisione e il cinema. Dal 1985 ha iniziato a recitare in molte opere teatrali per bambini all'Akbank Children's Theatre.

## Vita privata
Suat Sungur dal 2002 è sposato con l'attrice Ahu Sungur, dalla quale ha avuto un figlio che si chiama Egeo.

## Filmografia

### Cinema
- Güler Misin Ağlar Mısın, regia di Osman F. Seden (1975)
- Patron Duymasın, regia di Zeki Alasya (1985)
- Dikenli Yol, regia di Zeki Alasya (1986)
- Cazibe Hanımın Gündüz Düşleri, regia di Irfan Tözüm (1992)
- Tersine Dünya, regia di Ersin Pertan (1994)
- Kahpe Bizans, regia di Gani Müjde (1999)
- Sır Çocukları, regia di Ümit Cin Güven, Aydin Sayman (2002)
- Ömerçip, regia di Zeki Alasya (2003)
- Cumhurbaşkanı Öteki Türkiye'de, regia di Zeki Alasya (2004)
- Küçük Hanım Kar Tanesi, regia di Sabri Saydam (2007)
- Kaptan
- Kazı Kazan
- Sınırlı Aşk
- Tek Celse
- Son Kumpanya
- Yapışık Kardeşler, regia di Ilker Ayrik (2015)
- Babamın Ceketi, regia di Müfit Can Saçinti (2018)
- İki Gönül Bir Oluversin Gari, regia di Hasan Dogan (2021)
- Müstakbel Damat, regia di Ilker Ayrik (2022)

### Televisione
- Biz Bize Benzeriz – serie TV (1992)
- Karşı Show – serie TV (1992)
- Davul Show – serie TV (1993)
- Eşref Saati – serie TV (1993-1994)
- Bir Demet Tiyatro – serie TV (1995)
- Muhteşem Zango – serie TV (1995)
- Başka İstanbul Yok – serie TV (1996)
- Son Kumpanya – serie TV (1997)
- Tek Calse – serie TV (1997)
- Aşk Meydan Savaşı – serie TV (2002)
- Başımıza Gelenler – serie TV (2002)
- Sihirli Annem – serie TV (2003-2006, 2011)
- Sınırlı Aşk – serie TV (2003)
- Cumhurbaşkanı Öteki Türkiye'de – serie TV (2004)
- Arka Sokaklar – serie TV (2008)
- Akasya Durağı – serie TV (2008-2009)
- Alemin Kralı – serie TV (2011-2012)
- Umutsuz Ev Kadınları – serie TV (2011-2013)
- Bir Zamanlar Osmanlı – serie TV (2012)
- Ali Ayşe'yi Seviyor – serie TV (2013)
- Sil Baştan – serie TV (2014)
- Zeyrek ile Çeyrek 'Bir Ramazan Temaşası' – serie TV (2015)
- No: 309 – serie TV (2016)
- Il dottor Alì (Mucize Doktor) – serie TV (2020)
- Mr. Wrong - Lezioni d'amore (Bay Yanlış) – serie TV (2020)
- Gül Masalı – serie TV (2022)

## Teatro
- Beyoğlu Beyoğlu di Kandemir Konduk, presso il Dev Kuşu Kabare
- Aşk Olsun di Kandemir Konduk, presso il Devkuşu Kabare
- Reklamlar di Umur Bugay, presso il Devekuşu Kabare
- Deliler di Turgut Özakman, presso il Dev Kuşu Kabare
- Yasaklar di Kandemir Konduk, presso il Deve Kuşu Kbare
- Kaç Baba Kaç di Ray Cooney, presso il teatro Dormen (1988)
- Tanrı di Woody Allen, presso il teatro Özel (1988)
- Şahane Züğürtler di Jacques Deval, presso il teatro Dormen (1992)
- Hastalık Hastası di Moliere, presso il teatro Dormen (1992)
- Nerdeyse Kadın, presso il teatro Dormen Tiyatrosu (1992)
- Beşten Yediye di Gerard Lauzier, presso il teatro Dormen (1993)
- Sevgilime Göz Kulak Ol di George Feydeau, presso il teatro Dormen (1994)
- Arapsaçı di Georges Feydeau, presso il teatro Dormen (1995)
- Kare As di Ray Cooney / Tony Hilton, presso il teatro Dormen (1997)
- Yukarıda Biri mi Var di Ray Cooney, presso il teatro Dormen (1998)
- Zafer Madalyası di Thomas Heggen / Joshua Logan, presso il teatro Dormen (1999)
- Bugün Git Yarın Gel  di Valantin Kataev, presso il teatro Dormen (2000)
- Şimdi Yaşa Sonra Öde di Gene Stone / Ray Cooney (2001)
- Tarla Kuşuydu Juliet di Ephraim Kishon, presso il teatro Kedi (2003)
- Romantika di Resul Ertaş / Yaşar Arak (2007)
- Babamla Dans di Tzcik Weingarten, presso il Tiyatrokare (2009)

## Doppiatori italiani
Nelle versioni in italiano dei suoi film e delle sue serie TV, Suat Sungur è stato doppiato da:
- Paolo Maria Scalondro[9] in Mr. Wrong - Lezioni d'amore[10]

## Riconoscimenti
- Afife Jale Tiyatro Ödülleri
  - 1997: Vincitore come Miglior attore comico dell'anno per Kare As